# Буковинський крайовий сейм

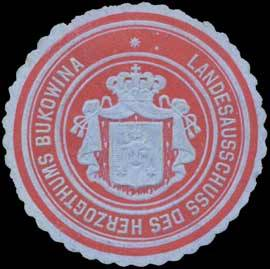
Печатка Буковинського крайового сейму

Буковинський крайови́й сейм (нім. Bukowiner Landtag) — представницько-законодавчий орган коронного краю Герцогства Буковина (1861—1918).

## Передумови
«Весна народів», яка прокотилася Австрійською імперією в 1848—1849 роках (давши перші й останні прямі та загальні вибори з обранням до райхстагу 5 українців, 2 румунів і 1 німця), спричинила створення нових конституцій для народів, які жили на території монархії. У конституціях були статті про скликання провінційних сеймів на засадах виборчого права, проте цісарський патент від 31 грудня 1851 призупинив чинність конституції.

Поразка Австрії у війні з П'ємонтом і Францією 1859 року, внаслідок чого було втрачено більшість володінь у північній Італії, похитнула авторитет монарха Франца-Йосифа I як усередині імперії, так і за її межами. Щоб задобрити опозицію та національні рухи всередині держави імператор Франц-Йосиф I своїм дипломом від 20 жовтня 1860 року оголосив про відновлення конституції, скликання загальнодержавного парламенту та провінційних сеймів. У неугорській частині імперії права на власні сейми отримали 17 земель. Зокрема й коронний край Герцогство Буковина. 26 лютого 1861 року цісар санкціонував новий проект конституції, який надавав сеймам ще ширші повноваження, ніж попередній проект. Того ж року Буковинський сейм розпочав роботу у місті Чернівці. Перша сесія Буковинського крайового сейму І скликання розпочалася 6 квітня 1861 року.
Перші скликання сейм працював в приміщенні магістрату. 1875-го року в Чернівцях було завершено спорудження «Будинку крайового сейму» (сьогодні «Чернівецький палац дітей та юнацтва», вул. А.Шептицького, 10).

Сейм припинив роботу в 1918 році після окупації королівською Румунією всієї території Буковини.

## Структура

### Керівництво сейму
Буковинський крайовий сейм очолював крайовий маршалок (нім. Landeshauptmann) Як правило Маршалком ставав один з румунських магнатів, заступником — буковинський Митрополит. Маршалка і заступників за поданням Президента Буковини призначав Цісар із числа послів сейму.
Помітну роль в організації роботи крайового парламенту відігравало його Бюро (нім. Bureau), до складу якого входили: Маршалок, його заступники, секретарі та керуючий справами.

### Склад сейму

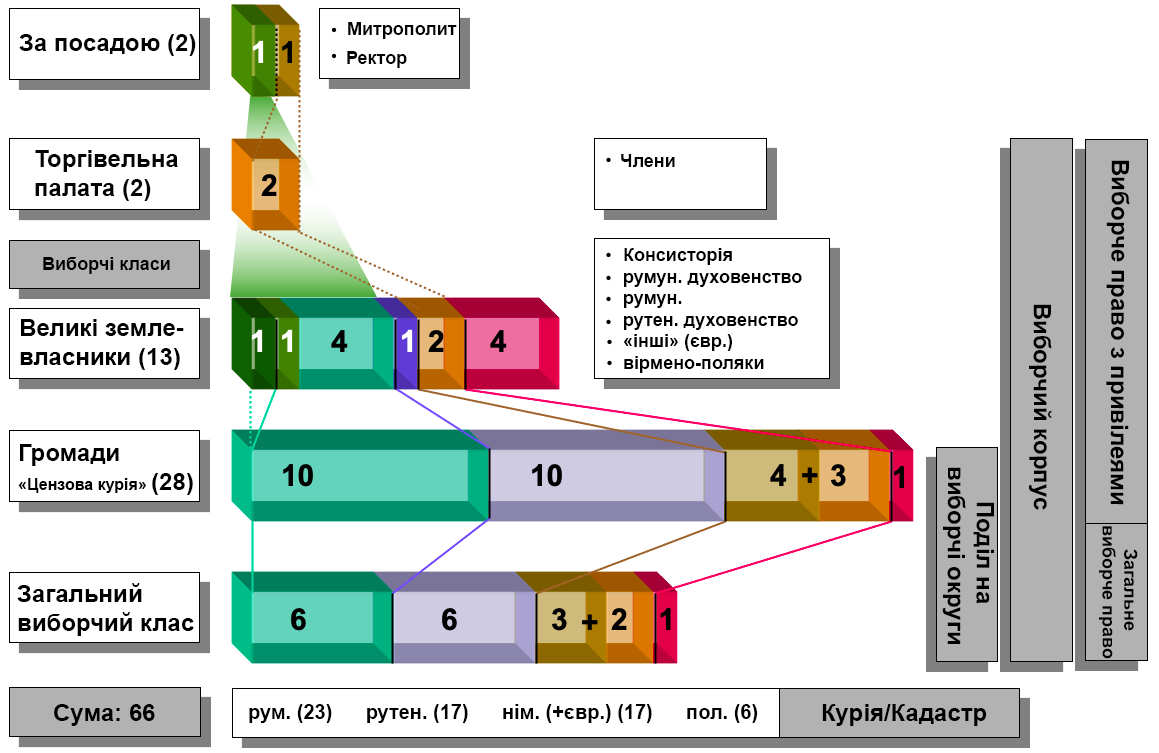
Розподіл місць у крайовому сеймі Буковини після Компромісу 1909/10 років

Буковинський крайовий сейм перших скликань складався з 30 послів:

• Митрополит

• 12 представників від сільських громад

• 10 представників від великих землевласників

• 5 представників від міст

• 2 представника від торгової та промислової палат

Економічні важелі від володіння ресурсами краю і резервування 10 місць дозволяли румунським землевласникам-боярам мати більшість у сеймі та утримувати всю повноту влади.
З 1875-го року — з 31 посла. Ще одним послом «за посадою» став ректор Чернівецького університету.

У результаті виборів 1904 р. у Буковинському сеймі складалося нове співвідношення сил. " Вільнодумці " 17 місць, консервативні румуни і вірмено-поляки разом 12. Крім того, був один депутат від соціал-демократів і один — нейтральний. Для українських народовців ті вибори принесли перемогу тільки у двох нових виборчих округах і наявність сталого представника у виділі.
16 жовтня 1909 року було прийнято новий виборчий закон, який набрав чинності у травні 1910-го р. після санкціонування Цісарем. Закон ігнорував національні пропорції населення Буковини. Відповідно до цього закону Буковинський крайовий сейм складався з 63 послів:

• 23 посла від румунської громади

• 17 послів від української громади

• 10 послів від єврейської громади

• 7 послів від німецької громади

• 6 послів від польської громади

### Комісії сейму
Важливими робочими органами Буковинського крайового сейму були його постійні Комісії (нім. Kommission): фінансова, мандатна, правнича, адміністративна, петиційна, шляхова, економічна, депутатської недоторканості тощо. Чисельність комісій була різною. Дозволялось брати участь у роботі кількох комісій.

Активно в комісіях в різні часи працювали й українці. У мандатній комісії Степан Смаль-Стоцький, який у 1904 році займав посаду заступника маршалка, у петиційній — Єротей Пігуляк, у фінансовій — Пігуляк та Зубрицький, у адміністративній — Смаль-Стоцький, Микола Василько, Вольчинський.

Всі комісії зазвичай очолювали німці чи румуни.

### Крайовий виділ
Виконавчим органом сейму був Буковинський крайовий виділ (нім. Der Bukowiner Landesausschuss), створений згідно указу цісаря від 26 лютого 1861 р. Виділ складався з 4-х засідателів із числа послів сейму та Голови крайового виділу (Маршалок крайового сейму).

Засідателі обиралися за квотним принципом: від землевласників — 1, від міст і торгово-промислової палати — 1, від сільських общин — 1, від послів сейму — 1.

Згідно закону від 26 травня 1910 р. Буковинський крайовий виділ складався з 8 засідателів, з числа яких голова призначав двох заступників. На засіданнях сейму з числа депутатів обиралися комітети: фінансовий, адміністративний, транспортний, шкільний, розвитку господарства. Два комітети були постійними: ревізійний і з петицій. Строки повноважень Виділу збігалися зі строками діяльності сейму — 6 років.

До функцій Буковинського крайового виділу входило: управління ресурсами краю, проведення обліку крайових фондів, встановлення належності до шляхетства, розміщення жандармських постів, управління річковим господарством, утримання поштових станцій, лікарень, видача стипендій і допомоги з коштів благодійних фондів, ведення справ з особового складу крайових державних установ.

Члени виконкому працювали на постійній основі й отримували платню.

З 1911-го р. До складу Крайового виділу входили українці: Омелян Попович, Ілько Семака та Єротей Пігуляк.

## Діяльність крайового сейму
В основу виборчої системи, за якою формувався Буковинський крайовий сейм до 1910-го р., було покладено станово-майновий принцип. Вибори до крайового сейму були нерівними для різних соціальних груп населення. До того ж, виборче право не було загальним. Усі виборці поділялися на 4 курії (великих землевласників, торгово-промислова палата, великих міст, невеликих міст і сільських громад). У виборах до Буковинського крайового сейму через високий майновий ценз брало участь тільки близько 9—10 % населення.

Сейм обирався на 6 років. Сесії призначалися цісарем як правило восени. Цісар міг розпустити сейм будь-коли, ще до закінчення строку повноважень.

Офіційною (робочою) мовою сейму була німецька мова.

### Компетенція сейму
Компетенція Буковинського крайового сейму була визначена «Конституцією краю» від 26 лютого 1861 р. Так за сеймом було закріплено три групи повноважень:
1. Вирішення питань що стосувались суто крайових справ (культура краю, зведені за крайові кошти громадські будівлі, підтримка добродійних установ, використання крайових прибутків).
2. Делеговані повноваження (справи місцевих громад, церковні та шкільні справи, розквартирування військових підрозділів тощо).
3. Справи щодо устрою краю, що відносились до розгляду сеймом різними спеціальними імперськими законами.

### Ухвалення рішень
Повноваження сеймових послів починалися з моменту затвердження їх обрання на спеціальному засіданні першої сесії новообраного крайового сейму та прийняття присяги на вірність цісарю. Посол сейму володів правом голосу з усіх питань, винесених на розгляд сейму чи утвореного ним органу, брати участь у формуванні порядку денного, виступати із заявами від імені своїх виборців, звертатися із запитами до будь-якої урядової установи з подальшим отриманням письмової відповіді.

Черговість розгляду питань порядку денного визначав маршалок. Для прийняття правочинного рішення необхідна була присутність не менше половини послів. Рівність голосів при голосуванні означала відхилення пропозиції.

Для внесення змін до «Крайового статуту» та «Крайового виборчого закону…» була необхідна присутність 3/4 складу сейму й позитивне голосування 2/3 від присутніх послів.

Будь-яке рішення сейму затверджувалось відповідним міністерством і санкціонувалося цісарем.

### Вплив на процеси
Реальний вплив сейму на політичний, економічний та культурний розвиток краю зростав поступово. З цієї точки зору історію «буковинського парламентаризму» можна поділити на два умовних періоду «до і після 1903 року». Такий поділ у своїх працях обґрунтував відомий буковинознавець Аркадій Жуковський:
|  | ...спочатку Буковинський крайовий сейм виконував роль декоративної інституції...і за складом, і реальними можливостями працювати... Становище змінилося після створення в сеймі у 1903 році «Вільнодумного союзу». Щойно відтоді автономна управа краю із своїми різними інституціями ставала дійсністю: у ній брали участь всі народності Буковини... |

Саме завдяки «Вільнодумному союзу» українцям (спільно з представниками єврейської громади) вдалося добитися ухвалення принципово нового виборчого закону (1909—1910), завдяки якому принцип «станово-майнових курій» при формуванні Буковинського сейму, замінили на принцип «соціяльно-національних курій». Згідно з цим же законом, на Буковині вперше відбулися вибори на основі загального, прямого й таємного голосування.